# Museu Arqueològic de Narbona
El Museu Arqueològic de Narbona es troba dins el conjunt del palau dels Arquebisbes, a la ciutat de Narbona.
A l'entrada hi ha una reproducció de la lloba romana. Al primer pis hi ha referències de la civilització romana i tres sales dedicades als documents i les restes descoberts a les excavacions, especialment al pòrtic del Clos de la Llombarda (barri nord de la vila vella). Unes seccions són destinades a les tècniques d'excavació i restauració, i una altra sala a l'arquitectura civil romana, amb decoracions, pintures i mosaics, tots ells restaurats a Narbona pel grup de Recerques Arqueològiques del Narbonès. S'accedeix pel museu a la capella de la Magdalena. Després se segueix cap a unes sales destinades a làpides –entre les quals, un senyal de la via Domiciana, que és la inscripció en llatí més antiga de França–, inscripcions relatives al culte imperial, l'estàtua d'un silè ebri, el sarcòfag dels amors venjatius, esteles funeràries, sarcòfags paleocristians, restes de la catedral primitiva (del segle v) aixecada pel bisbe Rústic, i molts altres objectes (joies, utensilis, vidres, ossos, ceràmiques, monedes i una àncora romana amb cadena de plom en molt bon estat que es va trobar al port nàutic el 1990). També hi ha una mostra de troballes de la prehistòria, neolític i edats del bronze i del ferro, procedents de les coves de la rodalia, especialment de Bisa i la Clapa.